# Škoda Yeti
Skoda Yeti — компактный кроссовер компании Škoda. Модель была продемонстрирована на автосалоне в Женеве, её производство началось в 2009 году. Российские продажи автомобиля стартовали в ноябре 2009 года. Yeti был тепло принят публикой и критиками. Получил приз «Семейный автомобиль года» от известного журнала Top Gear Magazine, занял 4 место на конкурсе «Европейский автомобиль года-2010». В июне 2011 года с конвейера сошел 100 000-й экземпляр автомобиля Skoda Yeti. В Октябре 2015 с конвейера сошел 500 000-й экземпляр автомобиля Skoda Yeti.
Skoda Yeti построена на платформе Volkswagen A5 (PQ35). Наиболее близким «родственником» кроссовера можно назвать модель Volkswagen Tiguan первого поколения, с которым автомобиль имел общую платформу и двигатели.

## История

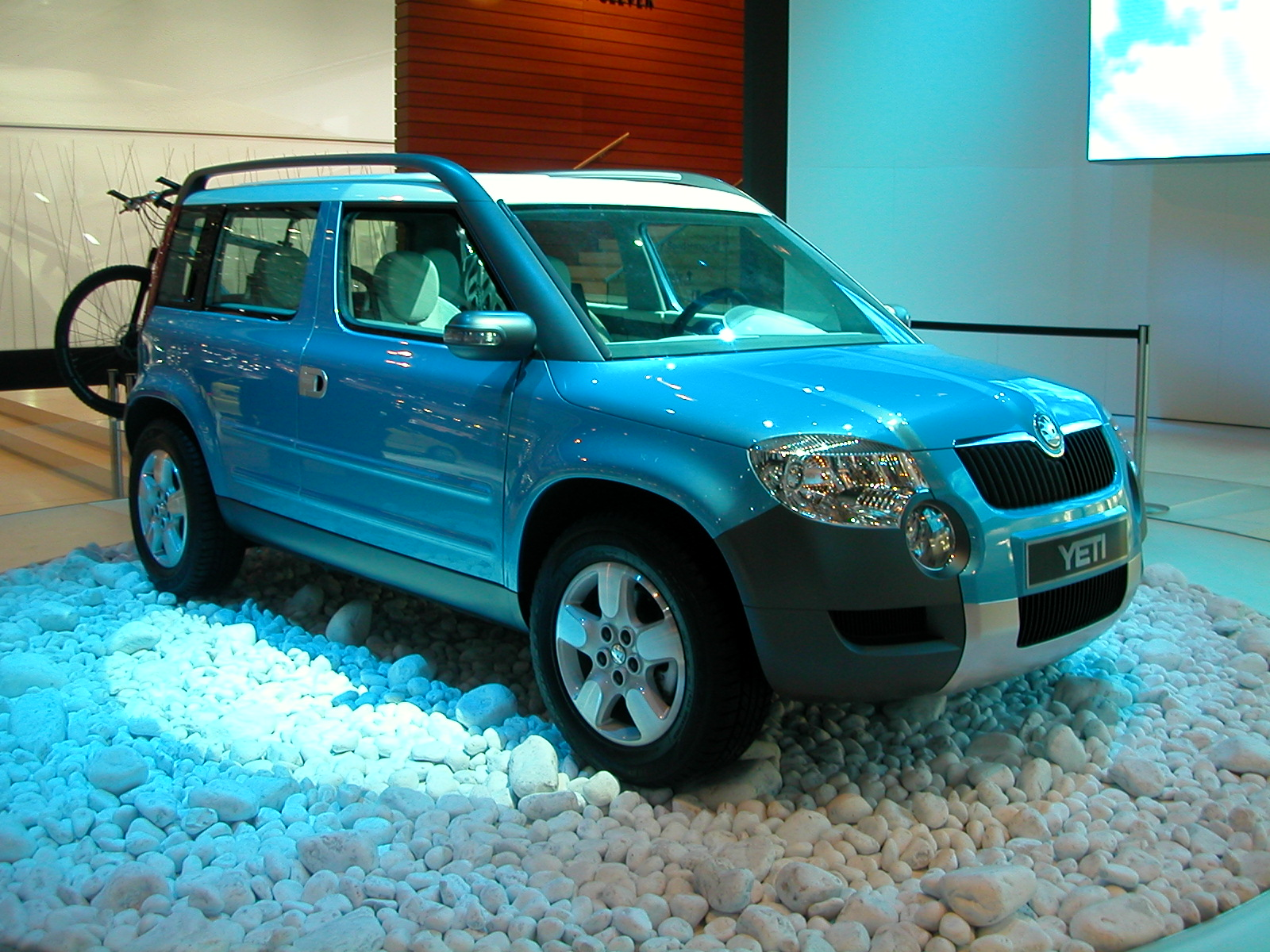
Концепт (2005)

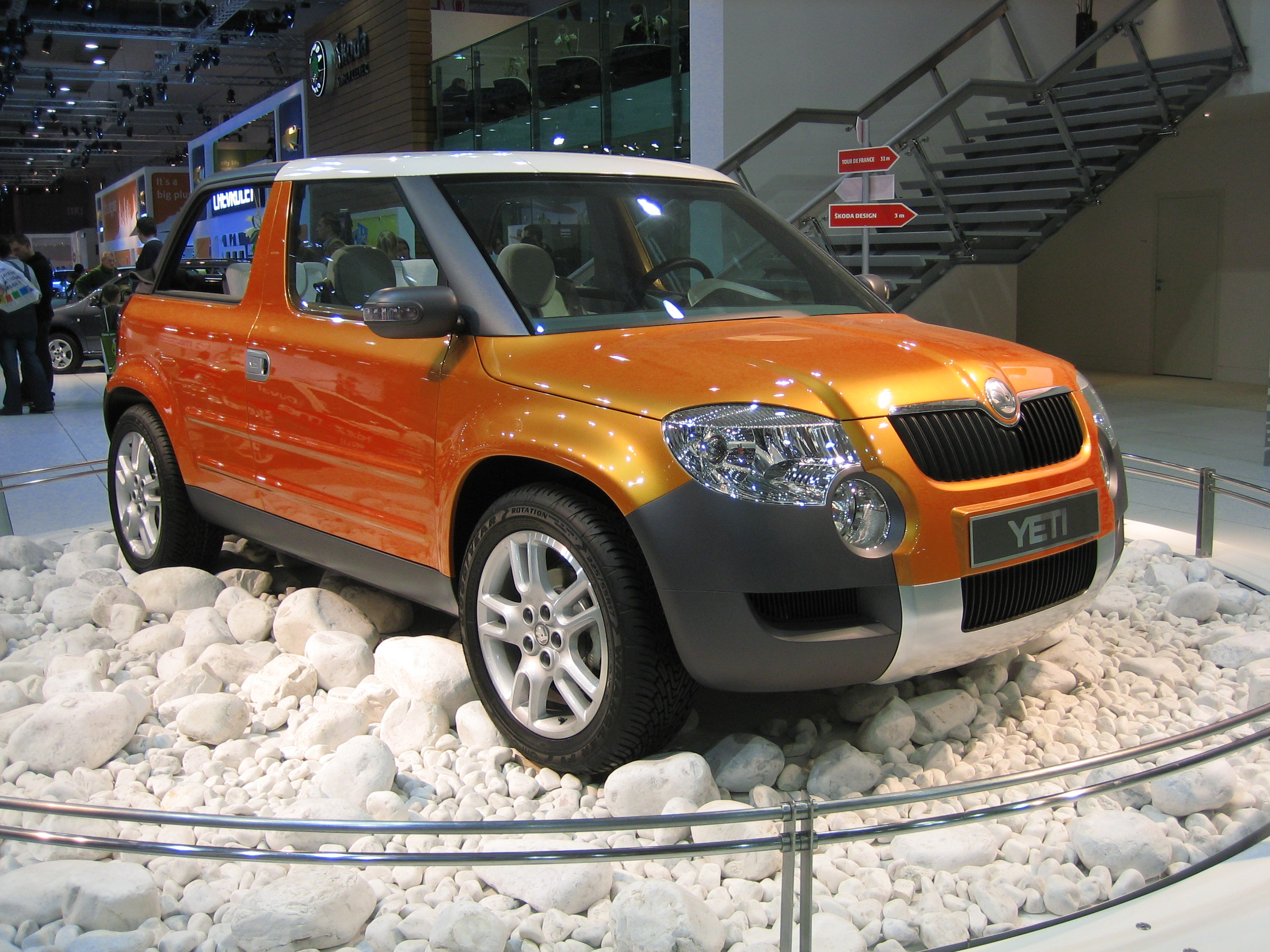
Второй концепт (2005)

Концепт будущей модели со схожим названием был представлен на Женевском автосалоне в марте 2005 года. Он имел схожие с серийной моделью пропорции, основным отличием была лишь узкая панорамная крыша, тянувшаяся по центру. Отличительной особенностью стал стеклоочиститель: на верхней и нижней кромках лобового стекла установлены рельсы, по которым ездит одна щётка, таким образом, счищается вся поверхность лобового стекла. По умолчанию щётка останавливается в правой стойке крыши. Изначально автомобиль не планировалось пускать в серию. В сентябре 2005 года была представлена вторая версия концепта, выполненная в виде трёхдверного автомобиля с жёсткой крышей над передними сиденьями и мягким тентом над задними сиденьями и багажником. Остальные детали экстерьера и интерьера остались прежними. Кроссовер в таком виде никогда не был выпущен серийно.
Тем не менее, уже в ноябре 2006 года появились официальные сведения, что Yeti всё-таки собираются выпускать серийно с 2009 года. Презентация серийной модели прошла на Женевском автосалоне в марте 2009 года. Серийное производство в Чехии началось в мае 2009 года, а в России (город Калуга) — в декабре.
В 2013 году произошёл рестайлинг автомобиля. Были изменены фары, противотуманные фары, решетка радиатора, бамперы и крышка капота. Появился новый руль и рычаг КПП, а также изменилась модель муфты полного привода на Haldex V. Появилась городская модель Skoda Yeti City с окрашенными бамперами и молдингами.
Производство модели продолжалось до начала 2018 года. В 2017 году ему на смену пришёл более крупный кроссовер Karoq.

## Безопасность
Активную безопасность Skoda Yeti обеспечивают биксеноновые фары с поворотными модулями. Избежать аварии помогают электронные системы стабилизации: ESP, ABS, ASR и множество других систем. Чтобы снизить вероятность удара сзади, при экстренном торможении активируется функция мигания стоп-сигналов. Пассивную безопасность обеспечивают до девяти подушек безопасности, включая подушку безопасности для коленей водителя и подушки безопасности для пассажиров на задних сиденьях, специальное крепление двигателя и педалей.
Автомобиль прошел тест Euro NCAP в 2009 году. Во фронтальном и боковом ударе автомобиль отлично защитил пассажиров, однако при боковом ударе об столб защита грудной клетки была слабой. К защите детей серьёзных претензий тоже не было. Пешеходов автомобиль защищает довольно слабо, особенно в передней части капота.
| Euro NCAP                                                            | Euro NCAP | Euro NCAP | Euro NCAP             |
| -------------------------------------------------------------------- | --------- | --------- | --------------------- |
| · общий рейтинг                                                      |           |           |                       |
| 92%                                                                  | 78%       | 46%       | 71%                   |
| взрослый пассажир                                                    | ребёнок   | пешеход   | активная безопасность |
| Протестированная модель: Škoda Yeti 2,0 L TDI 'Ambiente', LHD (2009) |           |           |                       |

## Технические характеристики
Общие характеристики
| Ходовая часть                              | Ходовая часть                                                                                     |
| ------------------------------------------ | ------------------------------------------------------------------------------------------------- |
| Передняя ось                               | McPherson с треугольными рычагами и торсионным стабилизатором поперечной устойчивости             |
| Задняя ось                                 | многорычажная подвеска с торсионным стабилизатором поперечной устойчивости                        |
| Тормозная система                          | гидравлическая двойная диагональная тормозная система с вакуумным усилителем и системой Dual Rate |
| Передние тормоза                           | дисковые вентилируемые механизмы с плавающим однопоршневым суппортом                              |
| Задние тормоза                             | дисковые механизмы с плавающим однопоршневым суппортом                                            |
| Рулевое управление                         | механизм реечного типа с электромеханическим усилителем                                           |
| Колесные диски                             | 6Jx16,7Jx16, 7Jx17                                                                                |
| Шины                                       | 215/60R16, 225/50R17                                                                              |
| Высота порога багажника                    | 712 мм                                                                                            |
| Ширина верхнего бруса кузова спереди/сзади | 1446/1437 мм                                                                                      |
| Высота салона спереди/сзади                | 1034/1027 мм                                                                                      |
| Диаметр окружности разворота               | 10,3 м                                                                                            |
| Максимальная нагрузка прицепа без тормозов | 600/700 кг                                                                                        |

## Продажи
| Страна | Календарный год | Календарный год | Календарный год | Календарный год | Календарный год | Календарный год | Календарный год | Календарный год | Календарный год | Календарный год | Итого   |
| Страна | 2009            | 2010            | 2011            | 2012            | 2013            | 2014            | 2015            | 2016            | 2017            | 2018            | Итого   |
| ------ | --------------- | --------------- | --------------- | --------------- | --------------- | --------------- | --------------- | --------------- | --------------- | --------------- | ------- |
| Европа | 9566            | 45 749          | 55 518          | 60 688          | 57 588          | 63 419          | 64 348          | 59 531          | 45 430          | 802             | 462 639 |
| Китай  | Не продавался   | Не продавался   | Не продавался   | Не продавался   | 4090            | 16 292          | 22 981          | 26 350          | 13 663          | 8108            | 91 484  |